# Brasil Open 2002
Das Brasil Open 2002 waren ein Tennisturnier der WTA Tour 2002 für Damen und ein Tennisturnier der ATP Tour 2002 für Herren, welche zeitgleich vom 7. bis 15. September 2002 in Bahia stattfanden.